# Економіка Марокко
Марокко — аграрна країна з відносно розвинутою гірничодобувною та обробною промисловістю. Транспорт: автомобільний, морський, залізничний , повітряний. У Марокко є 17 морських портів, в тому числі 8 великих: Касабланка, Сафі, Мохаммедія, Надор, Танжер, Агадір, Махдія, Джорф-Ласфар. Найважливіший аеропорт знаходиться в Касабланці. Крім нього Марокко має в своєму розпорядженні ще десять великих аеропортів, з яких п'ять мають міжнародне значення.

## Історія

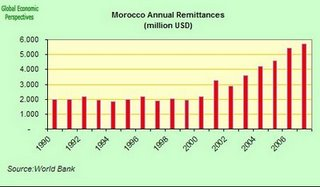
Графік Світового банку, що показує збільшення грошових переказів

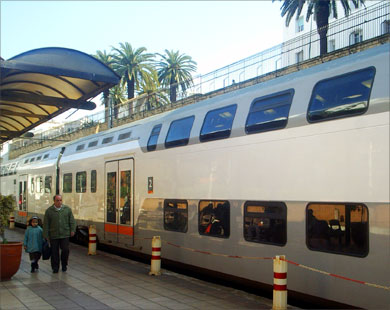
Потяг y місті Рабат

За даними [Index of Economic Freedom, The Heritage Foundation, U.S.A. 2001]: ВВП — $ 38,5 млрд Темп зростання ВВП — 6,5 %. ВВП на душу населення — $1388. Прямі закордонні інвестиції — $ 291 млн. Імпорт — $ 11,9 млрд (г.ч. Франція — 20,0 %, Іспанія — 9,0 %, Сауд. Аравія — 6,9 %, США — 6,5 %, Італія — 6,1 %). Експорт — $ 7,9 млрд (г.ч. Франція — 26,0 %; Іспанія — 10,0 %; Індія — 8,3 %; Італія — 6,4 %; Японія — 5,5 %). Осн. вантажі перевозяться мор. транспортом. Це — фосфати (54 % перевезень) і нафтопродукти (15,6 %).
Частка в ВВП (1991,%): сільське господарство — 18; промисловість — 19,6; в тому числі гірничодобувна — 2,2. Частка обробної промисловості у валовому внутрішньому продукті (ВВП) з 1970-х по 1990-і роки збільшилася з 16,5 % до 19 %. Обсяги експорту з 1980 по 1995 зросли з 2,42 до 6,68 млрд дол. Разом з тим з 1991 по 1997 витрати на утримання урядового апарату збільшилися по відношенню до ВВП з 15,6 % до 17,9 %. Оскільки протягом 1990-х років темпи економічного зростання відставали від темпів приросту населення, реальний ВВП в перерахунку на душу населення майже не змінювався (1043 дол. в 1991 і 919 дол. в 1997).

## Сільське господарство
Сільське господарство як і раніше залишається вразливим перед посухою, площа придатних для сільського господарства земель становить 12 % (9 млн га). За п'ятнадцять років, що пройшли з 1980, країна пережила п'ять посушливих сезонів (зокрема — у 1995). На початку 1990-х років на частку Франції припадало 30 % загальної суми іноземних інвестицій (400 млн дол.). В сільськогосподарському виробництві, що дає 25 % експортної продукції, зайнято бл. 40 % працездатного населення країни. Водночас це становить бл. 90 % працездатного сільського населення, яке обробляє 70 % орних земель. В 1981—1992 загальний обсяг сільськогосподарського виробництва подвоївся, але його частка в ВВП неухильно меншала (15 % в 1992). Чотири п'ятих посівних площ займають пшениця, ячмінь, бобова і цукровий буряк. У 1980-х роках сучасний агропромисловий сектор почав широкомасштабне виробництво курячого м'яса і яєць. Інтенсивного характеру набуло скотарство. Розвинуте рибальство. Країна займає провідне місце в Африці по вилову сардин, восьминогів і тунця.
Починаючи з 1960-х років, з ініціативи Короля  Хасана II була прийнята програма по будівництву водосховищ і розвитку водних ресурсів дозволила забезпечити питною водою населення а також сільське господарство та інші сектори економіки зберігши при цьому водні ресурси країни. Завдяки цій політиці, в 2014-2015 році королівство має понад 139 великих водосховищ із загальною потужністю понад 17,6 млрд кубічних метрів і більше ста дрібних гребель. В середньому в рік вводитися в дію по 2-3 великих водосховищ. Будівництво здійснюється в основному місцевими підрядниками.

## Промисловість
Велика частина багатогалузевого промислового сектора Марокко була створена в 1950-і роки. Заходи по лібералізації інвестиційної політики, зміни в міжнародному торговому законодавстві і приватизація державних підприємств сприяли з середини 1980-х років притоку інвестицій, але загалом місцевий промисловий сектор все ще слабо розвинений і базується на сімейному бізнесі. У результаті лібералізації і приватизації значна сума зовнішньої заборгованості значно скоротилася і в 1995 становила 15,2 млрд дол.
Марокканська промисловість орієнтується головним чином на випуск експортної продукції (переважно текстилю і шкіряних виробів) в країни ЄС. Основна промислова база країни зосереджена в прибережному районі Касабланка — Кенітра. Є підприємства по консервуванню м'яса і риби, рафінуванню цукру, борошномельні заводи. Автоскладальне виробництво в Касабланці працює на імпортних вузлах і деталях. Автомобільні компанії Renault, Fiat і Peugeot збирають в Марокко легкові автомобілі, Ford, Volvo, Mercedes, Hino і Isuzu — вантажні машини, різні компанії ведуть збирання автобусів. У Касабланці функціонує значне число фармацевтичних компаній. Близько 25 % промислових робітників зайняті на підприємствах текстильної галузі, понад 80 % продукції текстильних фабрик йде на експорт, головним чином в країни ЄС. Виробництво фосфорної кислоти і потрійного суперфосфату (для хімічних добрив) здійснюється в районі Сафі і Джорф-Ласфар на підприємствах державної компанії Office Chérifien des Phosphates, яка бере участь також в розробці і експорті фосфатів. У 1984 в середземноморському порту Надор став до ладу сталепрокатний стан.
У Марокко розвивається металургійна галузь. Тут працює великий виробник Sonasid, який входить до групи ArcelorMittal − один із провідних виробників довгомірної продукції і сортового прокату в Північній Африці. На 2009 р. сукупна потужність підприємств «Sonasid» становить 950 тис. т сортового прокату на рік, компанія забезпечує близько третини внутрішнього сталевого попиту.

## Енергетика
Електроенергія в Марокко виробляється на ТЕС і ГЕС. У 1992 на ТЕС, що працюють на імпортних вугіллі і нафті, а також частково на місцевому вугіллі, було вироблено 9,5 млрд кВт·год. електроенергії. Обсяг електроенергії, що виробляється на ГЕС, перебуває в прямій залежності від кількості опадів і становить 1/8-1/10 загального обсягу продуктивності ТЕС.